# Беклемишевская впадина
Беклеми́шевская впа́дина (Ивано-Арахлейская впадина) — впадина в западной части Забайкальского края России.

## Расположение
Беклемишевская впадина располагается между двумя горными хребтами: Яблоновым (на юге и востоке) и Осиновым (на севере и западе). По ориентировке состоит из трёх частей: западная имеет субширотное направление (от окрестностей сёл Улётка и Укурик до окрестностей села Сохондо), центральная — субмеридиональное направление (от села Сохондо до озера Шакша), восточная характеризуется северо-восточным простиранием (от озера Шакша до озера Тасей). Общая протяженность впадины составляет 130 км, ширина — от 3 до 15 км.

## Геология
Впадина сложена осадочными и базальтоидными формациями верхнеюрско-нижнемелового возраста. В осадочных толщах встречается бурый уголь. Сверху эти формации прикрыты кайнозойскими континентальными отложениями небольшой мощности. Заложение впадины произошло в мезозое, дальнейшее формирование происходило в неоген-четвертичное время.

## Гидрография и ландшафт
Наиболее пониженную часть впадины занимает долина реки Хилок и её притоков, а также группа озёр, из которых наиболее крупными являются: Иргень, Большой Ундугун, Шакша, Арахлей, Иван и Тасей. Днище впадины наиболее поднято в районе озера Арахлей к северо-востоку и юго-западу понижается, вследствие чего озерно-речные системы впадины относятся к бассейнам стока Селенги и Лены. Преобладающие ландшафты: луговые равнины, лесостепи, которые вверх по склонам переходят в тайгу.